# A pelo (álbum)
A pelo es el primer disco en vivo de Platero y Tú, editado en mayo de 1996 por DRO. Fue disco de oro. Está grabado en directo en varios conciertos entre noviembre de 1995 y febrero de 1996. En un principio se editó como un doble CD, pero la discográfica decidió en agosto de 1997 comercializar una versión de un solo disco para poder incluirlo en su "serie media". El último corte del álbum es un tema inédito, grabado en estudio especialmente para este disco, y que no ha sido editado en ningún otro álbum.
También se editó un VHS con varios de los temas en directo, algunos videoclips y cortes de entrevistas con miembros del grupo y amigos de estos, como Iñaki Marabao (que inspira una canción del disco Vamos tirando). Dicho vídeo incluye el tema R&R Batzokian interpretado en directo en el Kafe Antzokia de Bilbao con la colaboración de Josu Zabala, el compositor del tema, además de cantante y trikitilari de Hertzainak.

## Lista de canciones

### CD 1
| N.º | Título                    | Escritor(es)                   | Duración |  |
| 1.  | «A un tipo listo»         | Fito / Iñaki / Jesús           | 6:00     |  |
| 2.  | «Un ABC sin letras»       | Fito                           | 3:00     |  |
| 3.  | «Ramón»                   | Fito / Iñaki                   | 5:31     |  |
| 4.  | «Bobo»                    | Fito / Iñaki                   | 3:12     |  |
| 5.  | «Tras la barra»           | Fito / Iñaki                   | 3:02     |  |
| 6.  | «Por fin...»              | Fito / Iñaki                   | 3:36     |  |
| 7.  | «Voy a acabar borracho»   | Iñaki / Fito                   | 6:02     |  |
| 8.  | «Juliette»                | Iñaki / Fito                   | 4:02     |  |
| 9.  | «Esa chica tan cara»      | Iñaki / Fito                   | 5:11     |  |
| 10. | «Me dan miedo las noches» | Juantxu / Jesús / Iñaki / Fito | 5:00     |  |
| 11. | «Ya no existe la vida»    | Iñaki / Fito                   | 3:06     |  |
| 12. | «Mira hacia mi»           | Iñaki / Fito                   | 5:10     |  |
| 13. | «Hay poco Rock & Roll»    | Iñaki / Fito                   | 6:54     |  |
| 14. | «Si tú te vas»            | Iñaki / Fito                   | 10:46    |  |

Grabadas respectivamente en:
- Bilbao, Kafe Antzokia, 29/02/1996 (temas 1-5)
- La Coruña, Coliseum, 16/12/1995 (temas 6-9)
- Barcelona, Sala Arzobispo, 25/11/1995 (tema 10)
- Madrid, Sala Canciller, 16/02/1996 (temas 11-13)
- Bilbao, Kafe Antzokia, 28/02/1996 (tema 14)

### CD 2
| N.º | Título                          | Escritor(es)                   | Duración |  |
| 1.  | «Mari Madalenas»                | Fito / Iñaki                   | 3:47     |  |
| 2.  | «El roce de tu cuerpo»          | Juantxu / Jesús / Iñaki / Fito | 4:20     |  |
| 3.  | «Desertor»                      | Fito / Iñaki                   | 6:02     |  |
| 4.  | «Marabao»                       | Fito / Iñaki                   | 4:10     |  |
| 5.  | «Tenemos que entrar»            | Fito / Iñaki                   | 5:00     |  |
| 6.  | «Bobo (Madrid)»                 | Fito / Iñaki                   | 3:39     |  |
| 7.  | «Muero por vivir (Bonus track)» | Juantxu / Jesús / Iñaki / Fito | 3:01     |  |

Temas grabados en:
- Bilbao, Kafe Antzokia, 29/02/1996 (temas 1-3)
- La Coruña, Coliseum, 16/12/1995 (temas 4-5)
- Madrid, Sala Canciller, 16/02/1996 (tema 6)
- Estudio Lorentzo Records, Bérriz, 18/03/1996 (tema 7)

## Sencillos
De este álbum se extrajeron en el mismo año de su publicación los siguientes singles:
- Voy a acabar borracho, edición en CD, conteniendo el tema Voy a acabar borracho
- El roce de tu cuerpo, edición en CD, conteniendo el tema El roce de tu cuerpo
- Cadena 100 editó un maxi promocional llamado Cantalojas conteniendo versiones en directo de los temas Cantalojas, Sin solución, Si tú te vas, y Muero por vivir extraídas de un concierto especial que hicieron para la emisora.

## Posiciones en las listas
| Año  | Lista | Posición |
| ---- | ----- | -------- |
| 1996 | AFYVE | N.º 41   |